# 甚目寺 (あま市の地名)
甚目寺（じもくじ）は、愛知県あま市の大字。

## 地理
あま市の北東部、旧甚目寺町域の中央に位置する。29の小字が設置されているが丁目は設定されていない。

### 河川
- 福田川

### 小字
現行字についての五十音順で配列している。明治15年当時の字は『愛知県地名収攬』310頁（甚目寺村）による。
| 現行字                     | 明治15年当時             |
| -------------------------- | ------------------------ |
| 畦田（あぜた）             |                          |
| 市場（いちば）             | 市場（いちば）           |
| 稲荷（いなり）             | 稲荷（いなり）           |
| 稲荷新田（いなりしんでん） |                          |
| 乾出（いぬいで）           | 乾出（いぬいで）         |
| 大渕（おおぶち）           | 大渕（おうぶち）         |
| 沖田（おきだ）             |                          |
| 上沖田（かみおきだ）       | 上沖田（かみおきだ）     |
| 桑丸（くわまる）           | 桑丸（くわまる）         |
| 五位田（ごいだ）           | 五位田（ごいた）         |
| 郷浦（ごううら）           | 郷浦（ごううら）         |
| 郷中（ごうなか）           | 郷中（ごうなか）         |
| 郷前（ごうまえ）           | 郷前（ごうまへ）         |
|                            | 五反畑（ごたんばた）     |
| 権現（ごんげん）           | 権現（ごんげん）         |
| 桜田（さくらだ）           | 櫻田（さくらだ）         |
| 山王（さんのう）           | 山王（さんのう）         |
|                            | 下沖田（しもおきだ）     |
| 須原（すはら）             | 須原（すはら）           |
| 茶之木田（ちゃのきだ）     | 茶ノ木田（ちゃのきだ）   |
| 寺西（てらにし）           | 寺西（てらにし）         |
| 流（ながれ）               | 流（ながれ）             |
| 八尻（はちじり）           | 八尻（やじり）           |
| 飛殿（びとの）             | 飛殿（とびとの）         |
| 牧原（まきはら）           | 牧原（まきはら）         |
| 松山（まつやま）           | 松山（まつやま）         |
| 西大門（にしだいもん）     | 西大門（にしおうもん）   |
| 二伴田（にはんでん）       |                          |
| 東大門（ひがしだいもん）   | 東大門（ひがしおうもん） |
| 東門前（ひがしもんぜん）   | 東門前（ひがしもんぜん） |
| 山之浦（やまのうら）       | 山之浦（やまのうら）     |

## 歴史

### 地名の由来
尾張四観音の一つである甚目寺観音が由来である。
597年に伊勢国甚目村（現在の三重県松阪市）の漁師である甚目龍麿が漁をしていたところ、当時海であったこの地付近で観音像が網にかかり、その観音像を近くの砂浜に堂を建て安置し、寺名を甚目寺（はだめでら）と名付けた。鎌倉時代から地名となったと言われている。

### 沿革
- 江戸時代 - 尾張国海東郡の尾張藩領清須代官所支配の甚目寺村として所在[6]。
- 1889年（明治22年） - 合併に伴い、甚目寺村大字甚目寺となる[6]。
- 1913年（大正2年） - 海部郡成立に伴い、同郡甚目寺村大字甚目寺となる[6]。
- 1932年（昭和7年） - 町制施行に伴い、甚目寺町大字甚目寺となる[7]。
- 2010年（平成22年）3月22日 - 合併に伴い、あま市甚目寺となる。

## 世帯数と人口
2019年（令和元年）5月1日現在の世帯数と人口は以下の通りである。
| 大字   | 世帯数    | 人口     |
| ------ | --------- | -------- |
| 甚目寺 | 4,609世帯 | 10,459人 |

### 人口の変遷
国勢調査による人口の推移
| 2010年（平成22年） | 10,362人 | [ 8 ] |  |
| 2015年（平成27年） | 10,159人 | [ 9 ] |  |

## 小・中学校の学区
市立小・中学校に通う場合、学区は以下の通りとなる。また、公立高等学校に通う場合の学区は以下の通りとなる。
| 小学校                                                             | 中学校                                      | 高等学校 |
| ------------------------------------------------------------------ | ------------------------------------------- | -------- |
| あま市立甚目寺小学校 あま市立甚目寺東小学校 あま市立甚目寺西小学校 | あま市立甚目寺中学校 あま市立甚目寺南中学校 | 尾張学区 |

## 施設

### 北部

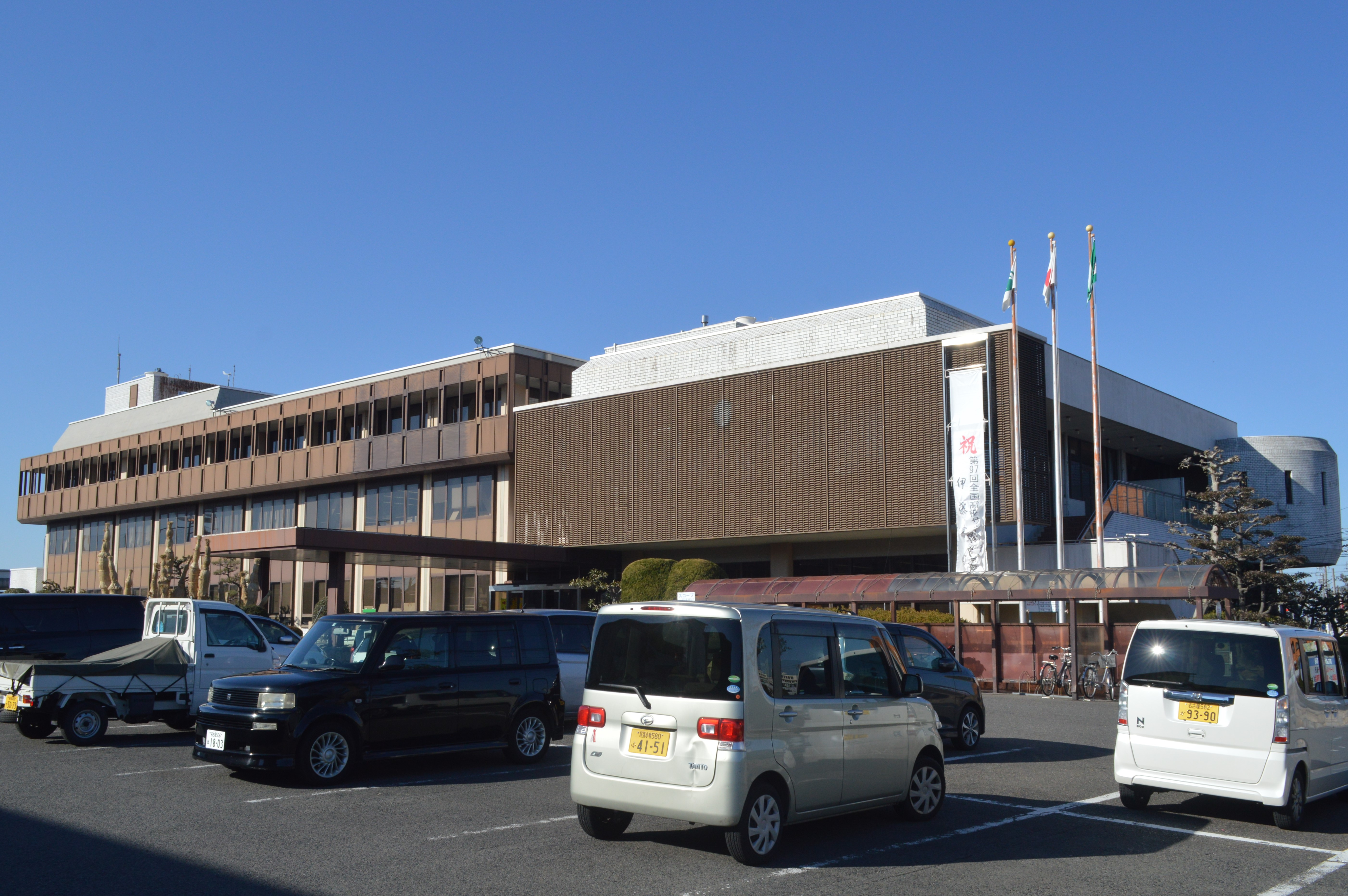
あま市役所甚目寺庁舎
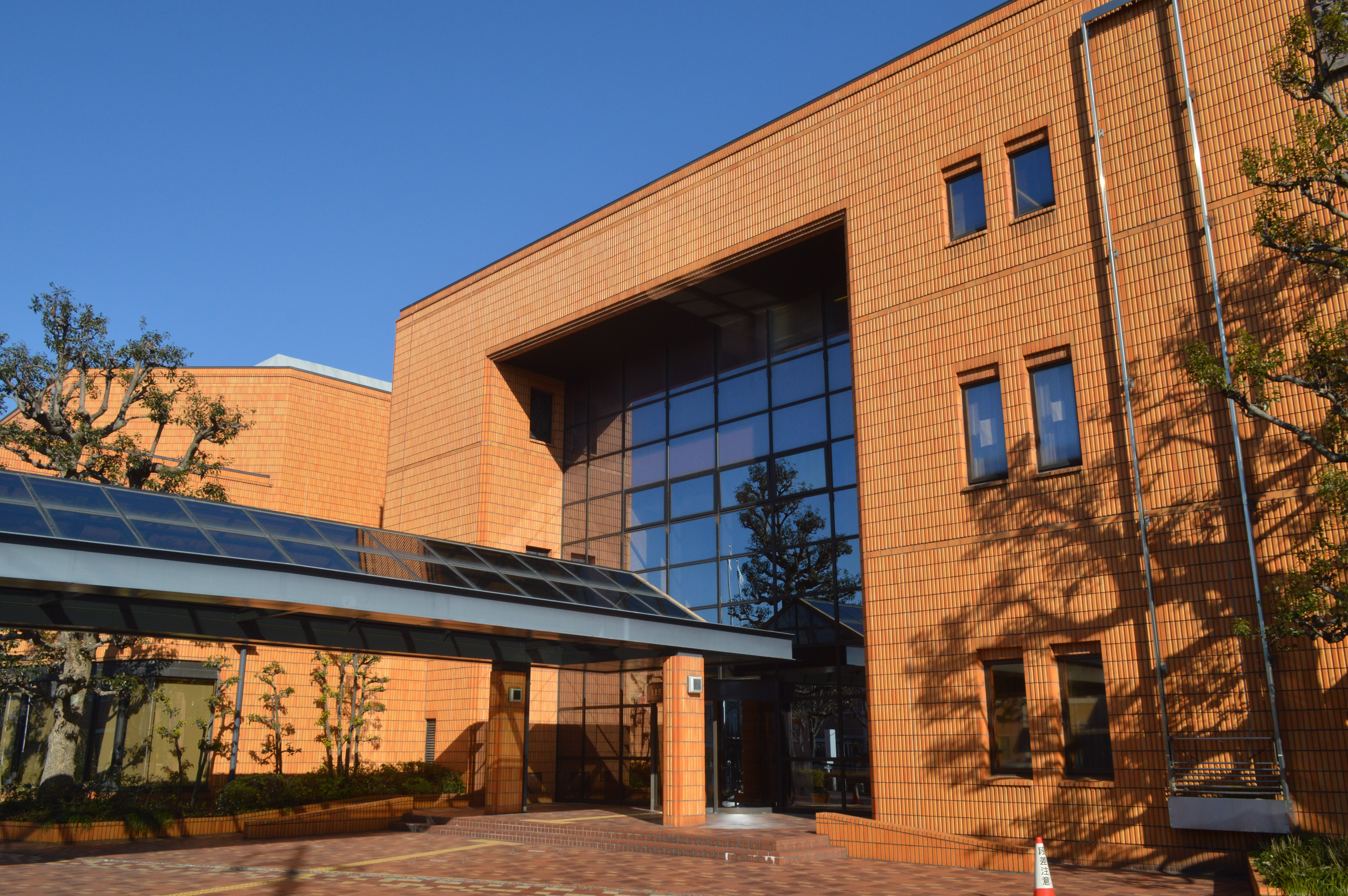
あま市甚目寺公民館
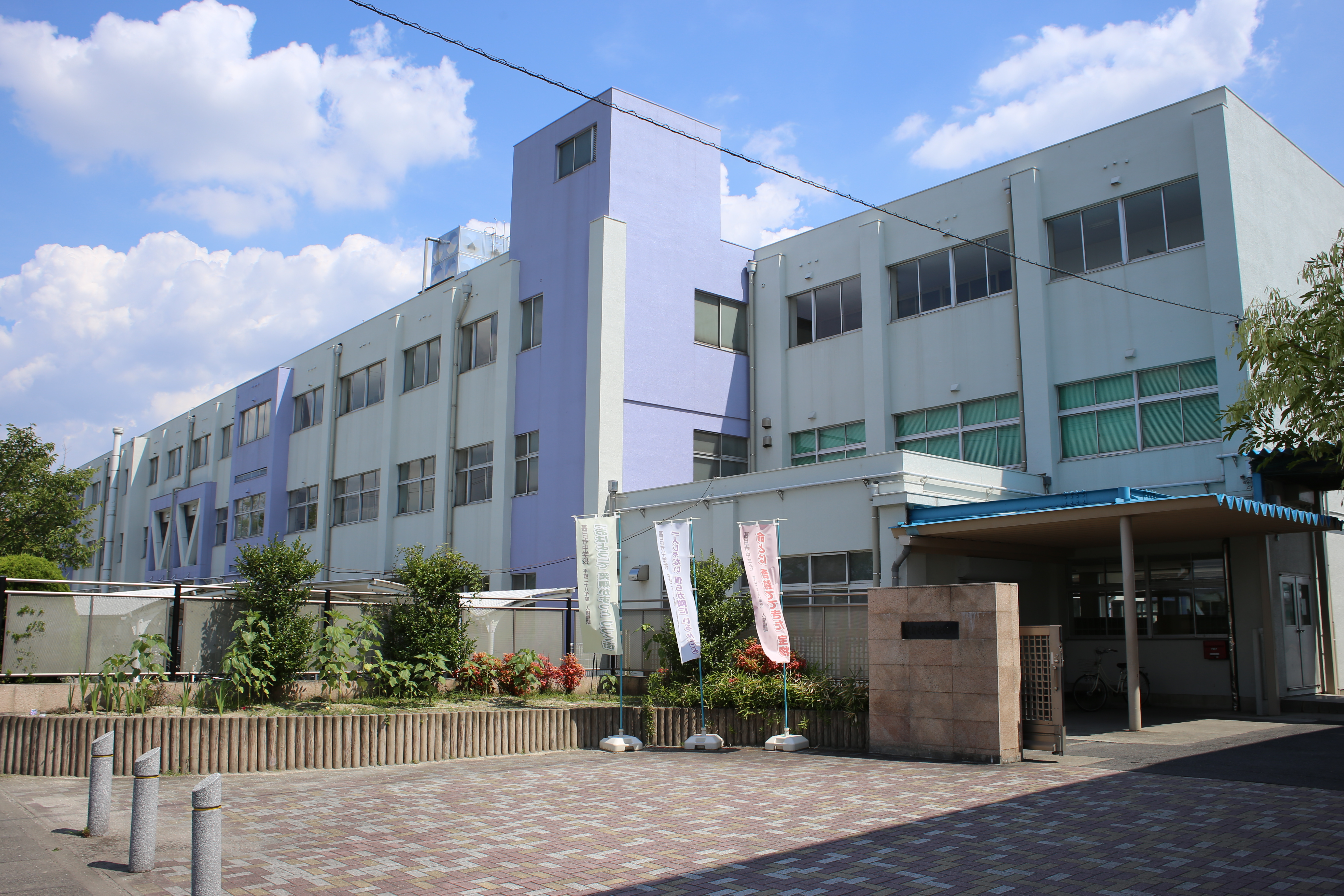
あま市立甚目寺中学校
- 津島警察署甚目寺幹部交番
- 昭和保育園
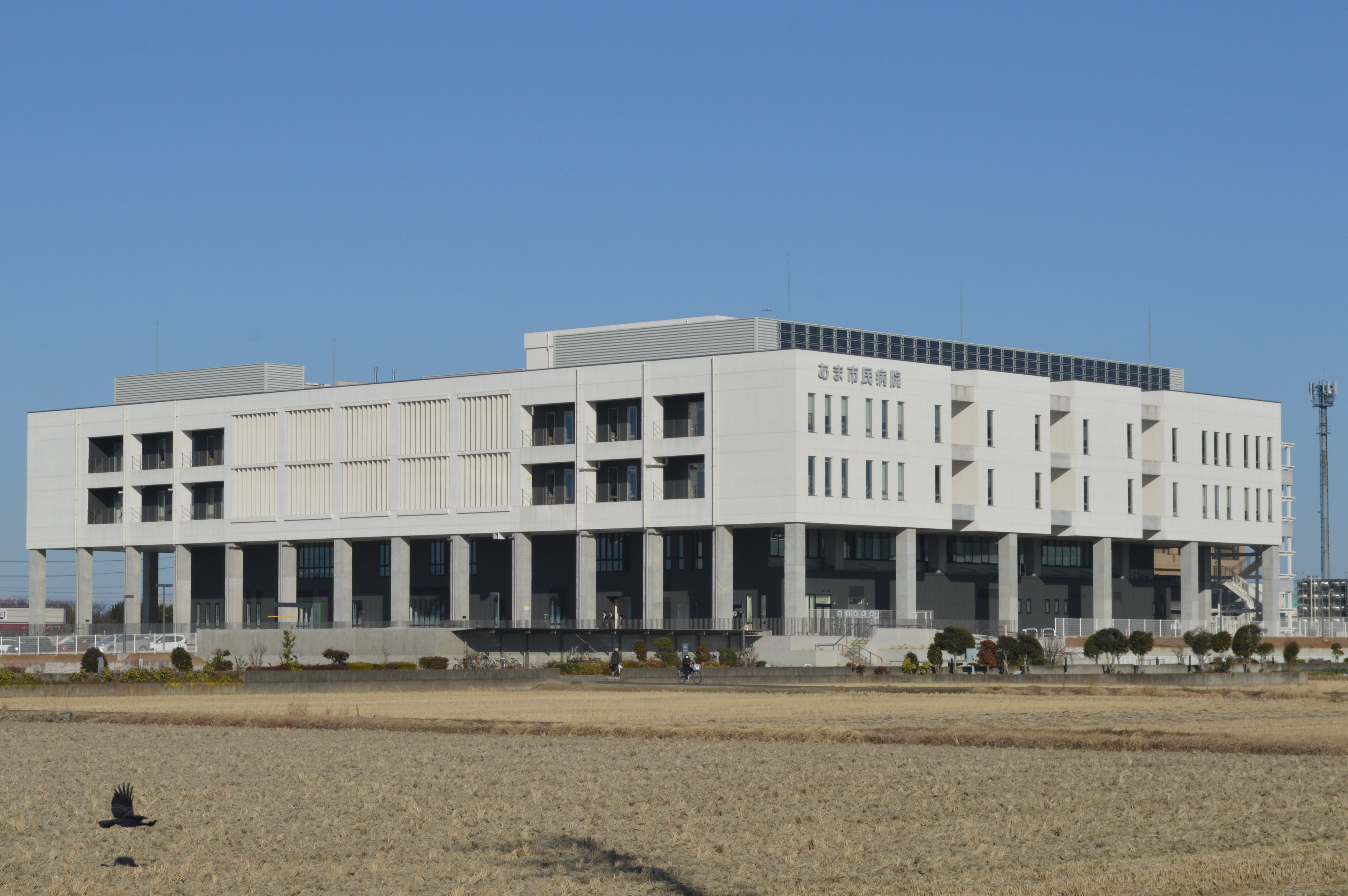
あま市民病院
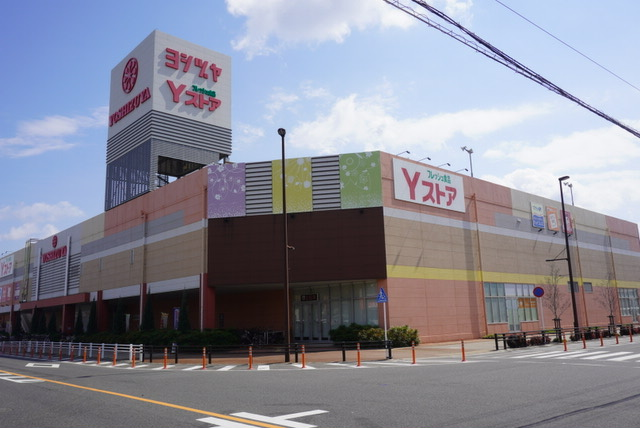
ドラッグユタカあま甚目寺店
- ヨシヅヤ甚目寺店
- 西松屋甚目寺店
- マツヤデンキ甚目寺店
- 中日信用金庫甚目寺支店
- 大垣共立銀行甚目寺支店
- 三菱UFJ銀行甚目寺出張所

- あま市役所甚目寺庁舎
- あま市甚目寺公民館
- あま市立甚目寺中学校
- あま市民病院
- ヨシヅヤ甚目寺店

### 南部

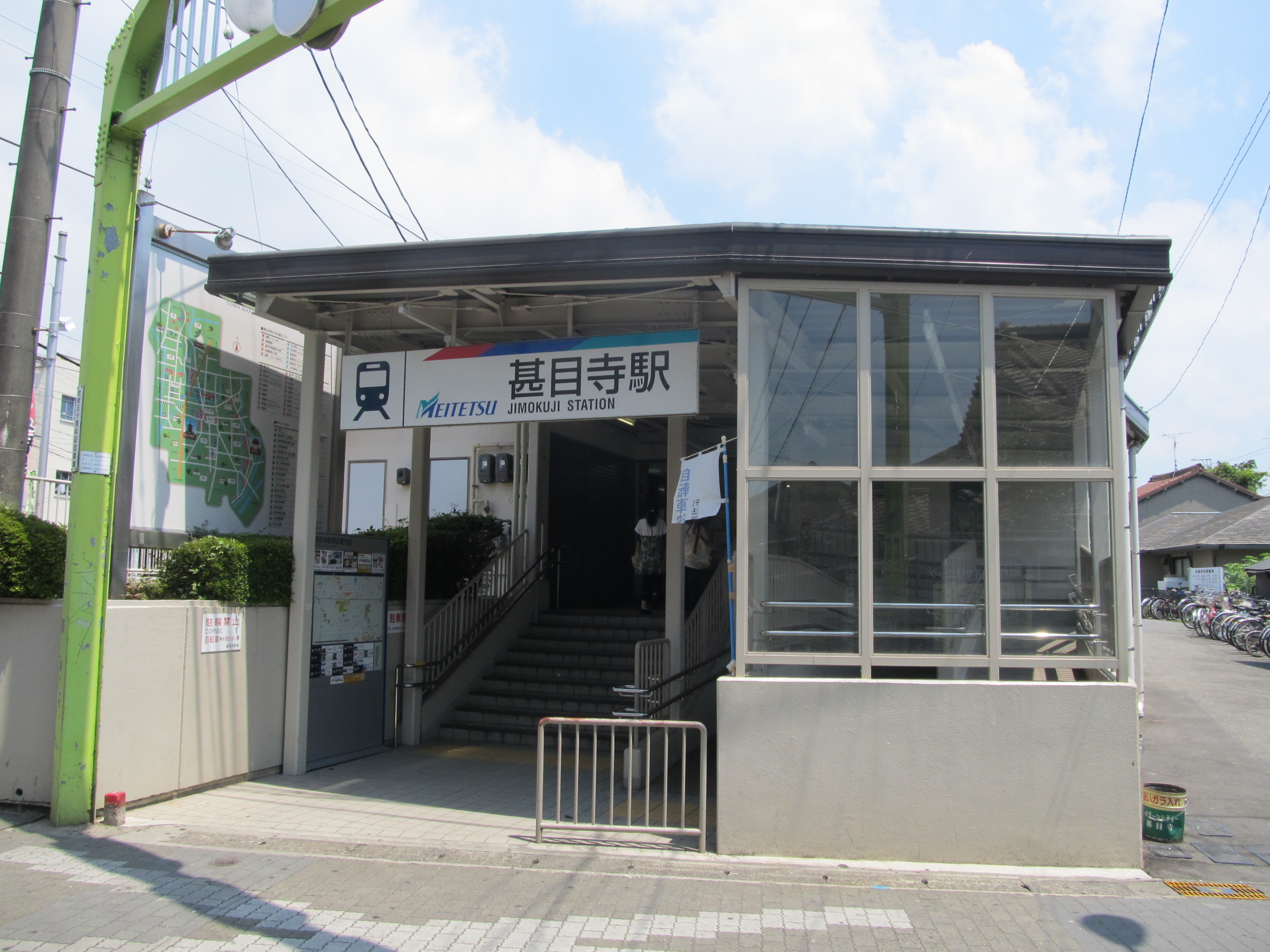
甚目寺観音
- 漆部神社
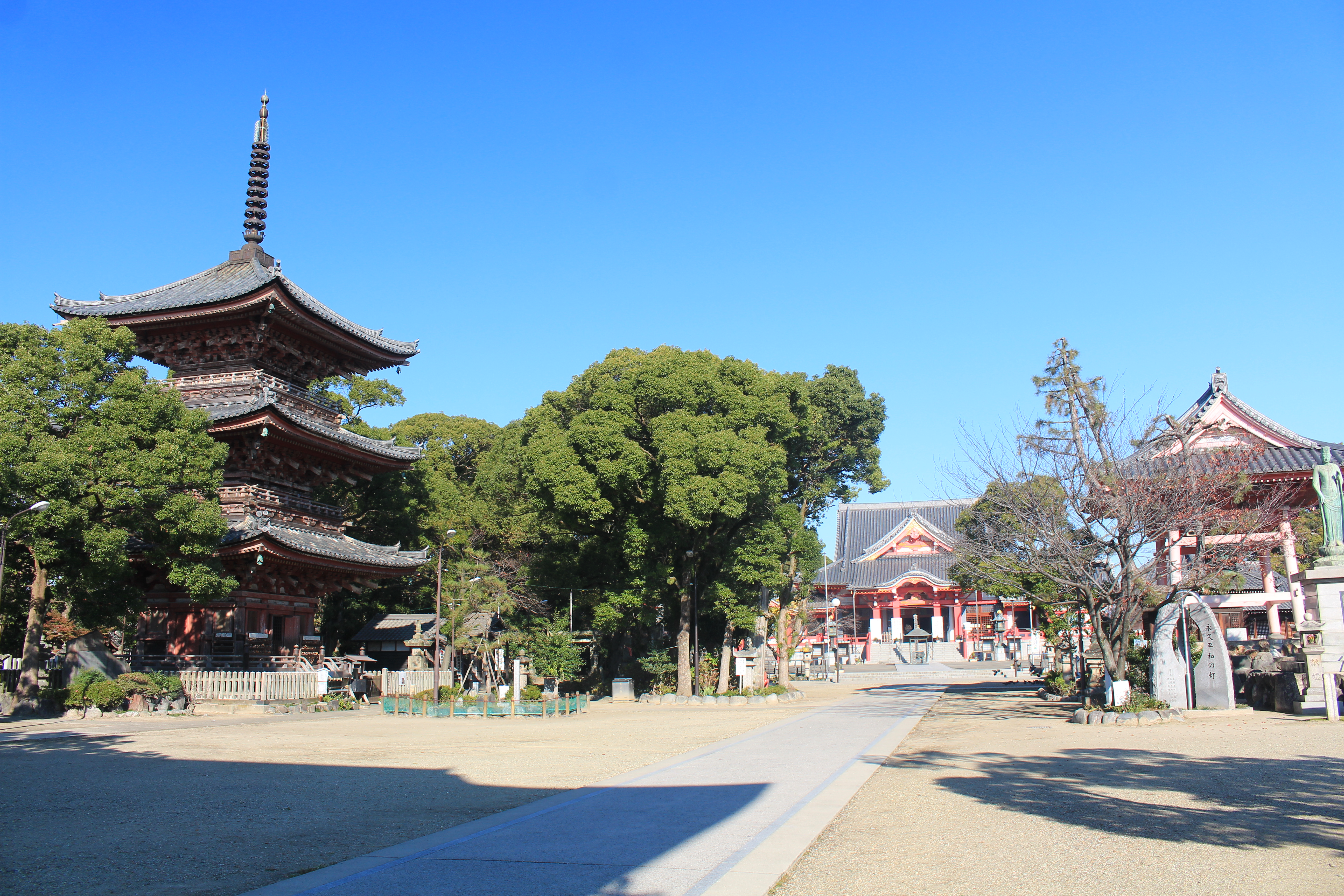
あま市甚目寺歴史民俗資料館
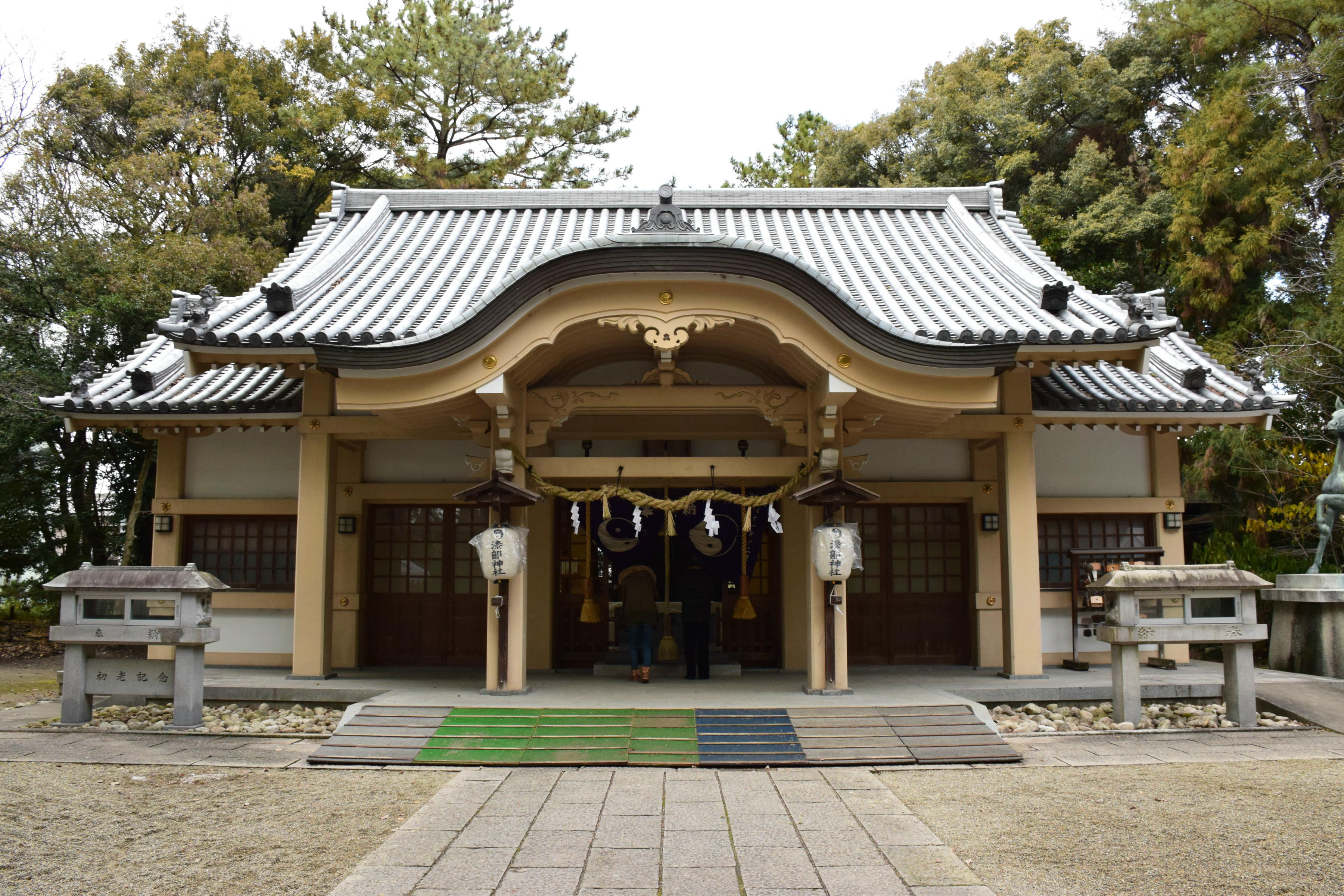
漆部神社
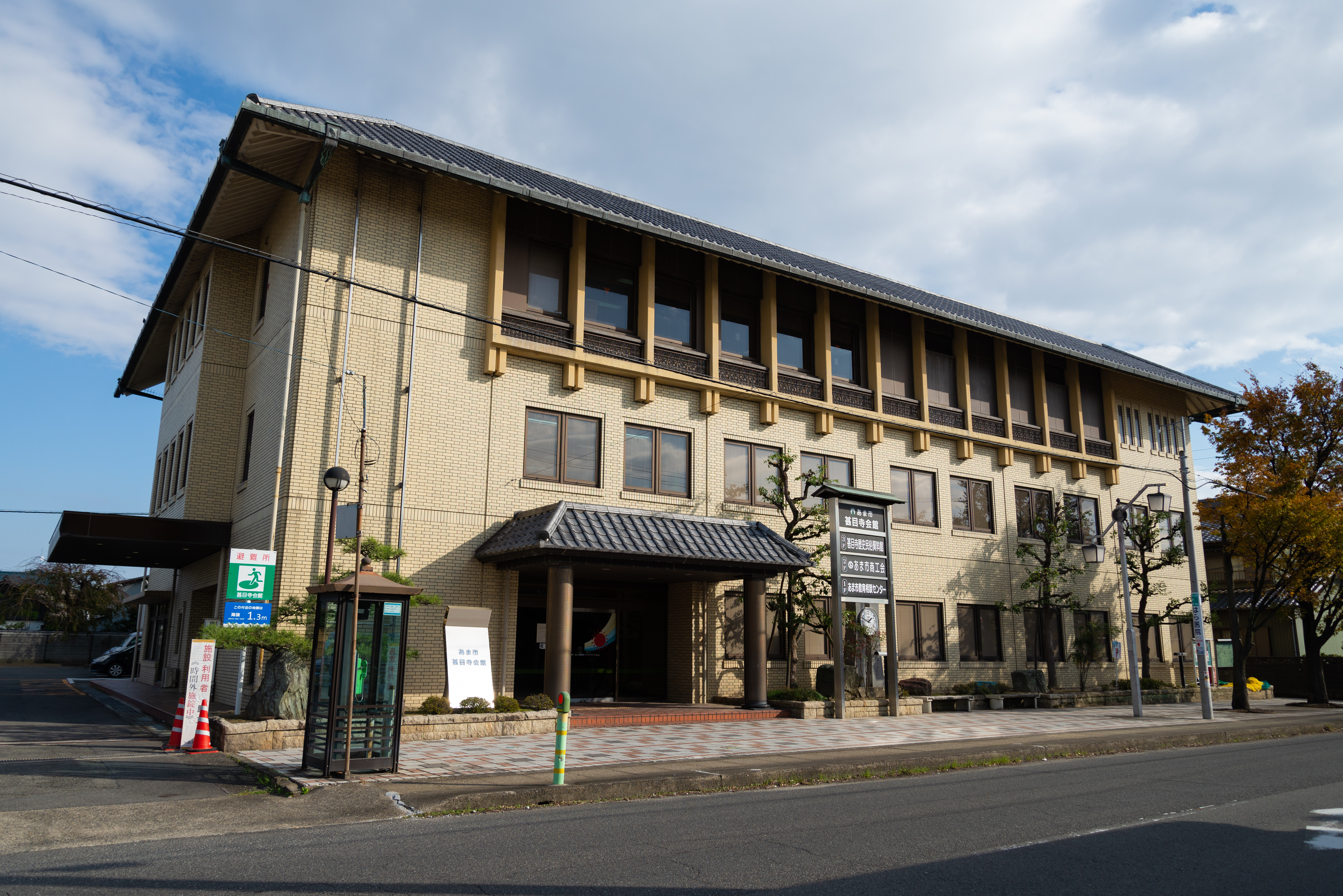
甚目寺歴史民族資料館
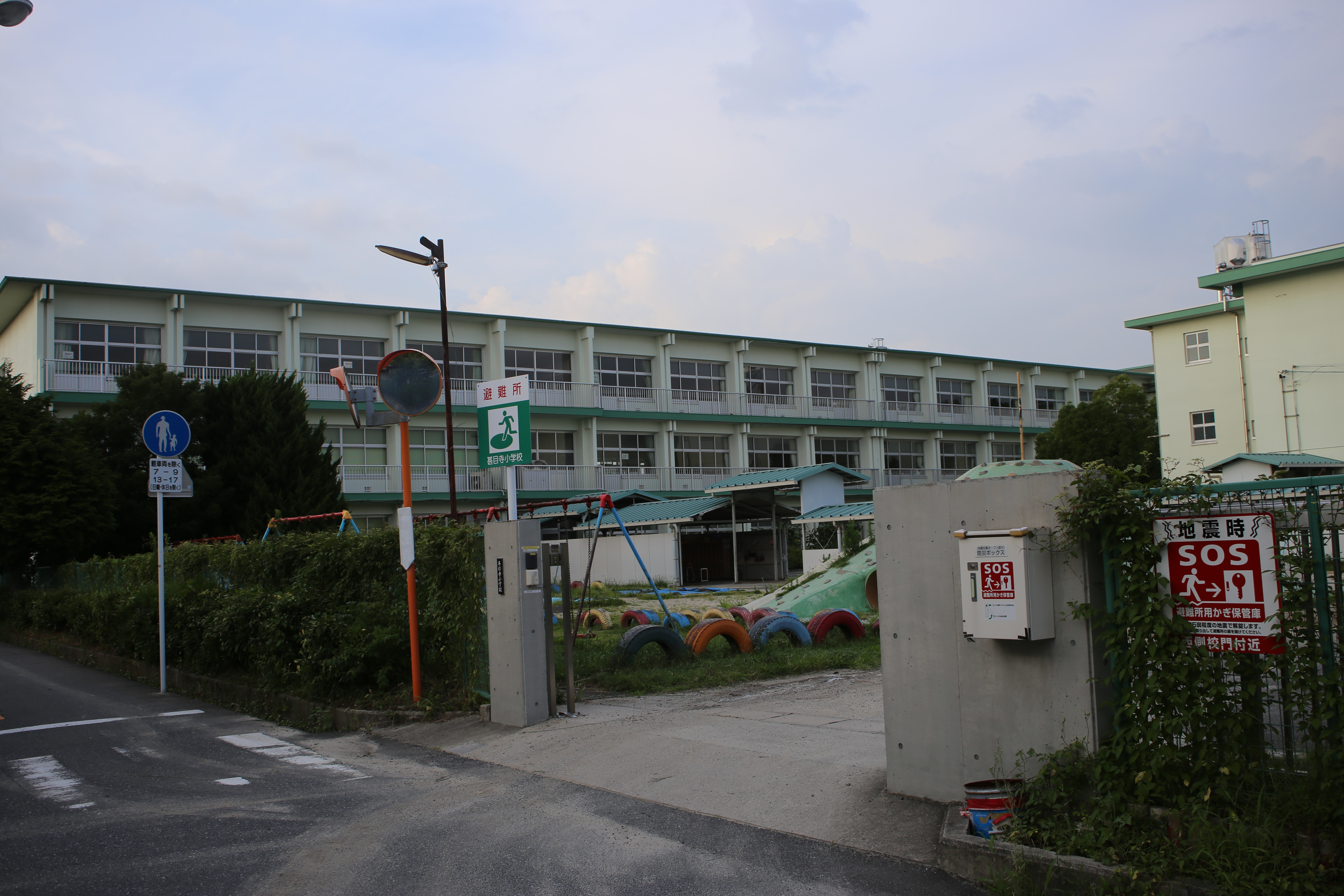
あま市立甚目寺小学校
- 聖徳保育園
- 東光高岳名古屋工場
- ANAフーズ名古屋支店
- ニッケタウン甚目寺
  - ニッケテニスドーム名古屋
  - ニッケゴルフ倶楽部甚目寺センター
  - スポーツクラブルネサンス甚目寺
  - イクサム甚目寺店
- いちい信用金庫甚目寺支店

- 甚目寺駅
- 甚目寺観音
- 漆部神社
- 甚目寺歴史民族資料館
- あま市立甚目寺小学校

## 交通

### 鉄道

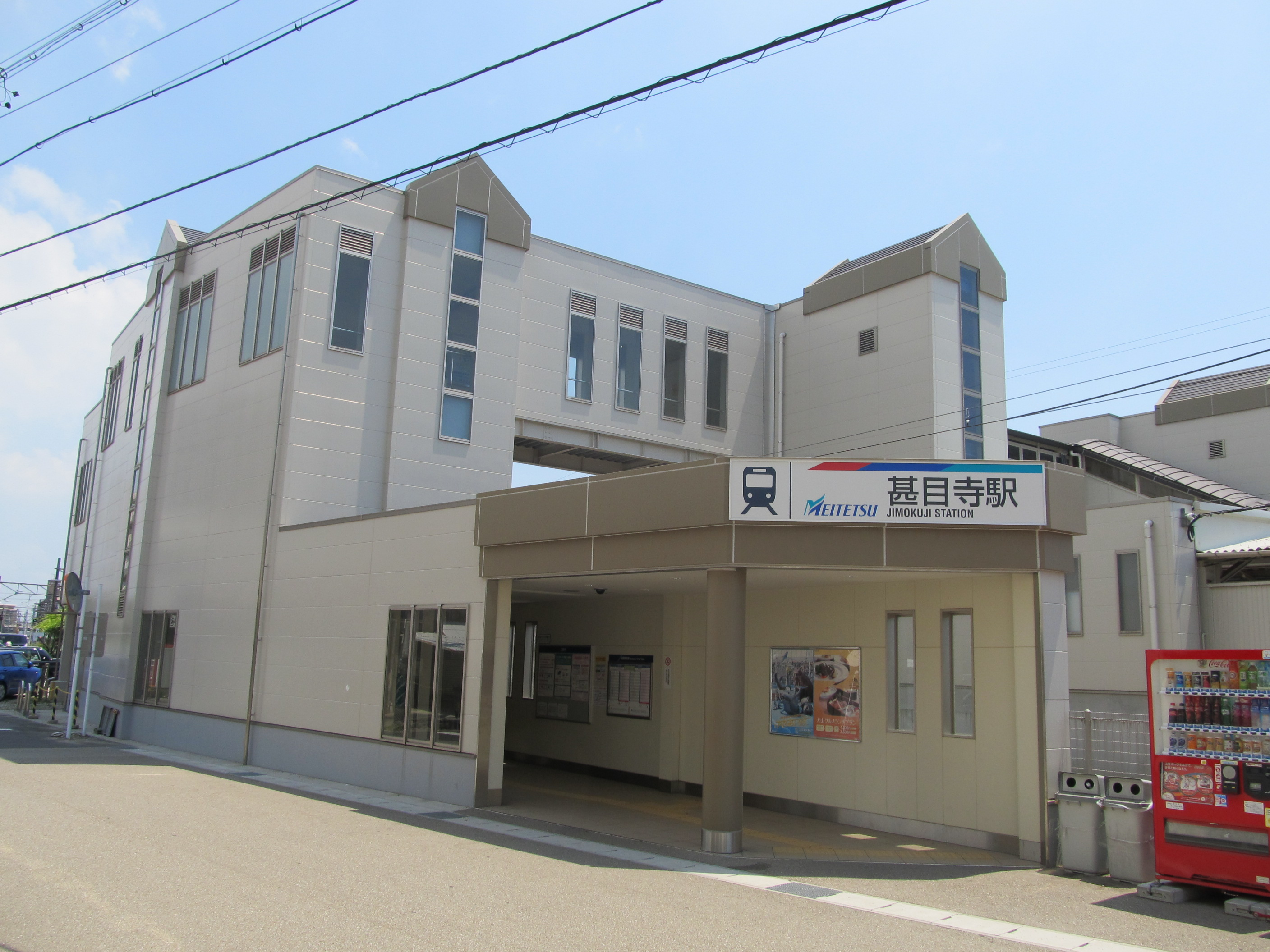
甚目寺駅

- 名鉄
  - TB 津島線 甚目寺駅

### バス

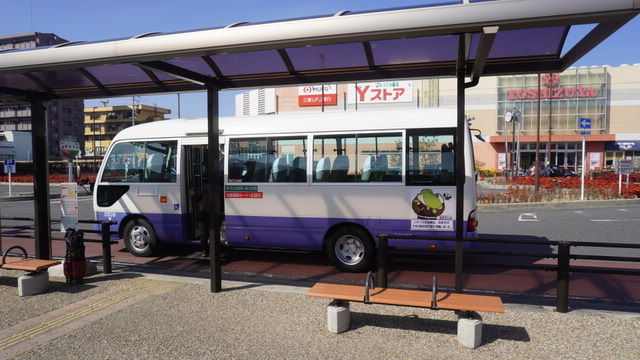
あま市巡回バス甚目寺駅停留所

- あま市巡回バス[12]
  - 北部巡回ルート
  - 東部巡回ルート

### 道路

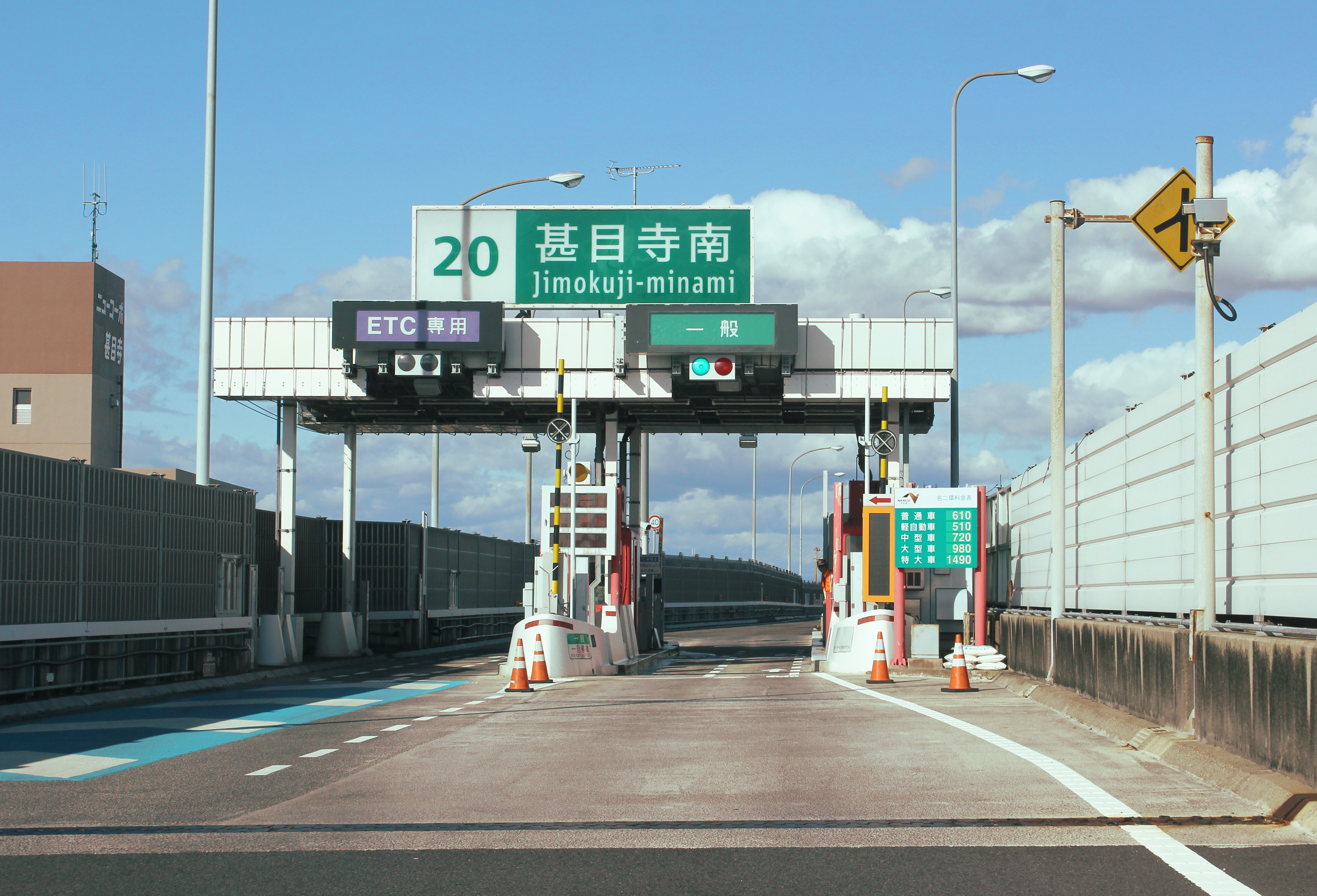
甚目寺南IC

- 名古屋第二環状自動車道 甚目寺南IC
- 国道302号（名古屋環状2号線）
- 愛知県道124号西条清須線
- 愛知県道126号給父西枇杷島線
- 愛知県道200号名古屋甚目寺線

## その他

### 日本郵便
- 郵便番号 : 490-1111[3]（集配局：甚目寺郵便局[13]）。